# Sergej Lazarev
Sergej Vjačeslavovič Lazarev (in russo Сергей Вячесла́вович Лазарев?; Mosca, 1º aprile 1983) è un cantante, attore teatrale e ballerino russo.
Ha rappresentato la Russia all'Eurovision Song Contest nel 2016 e nel 2019, arrivando terzo ad entrambe le manifestazioni.

## Biografia

### L'infanzia e la formazione teatrale
Comincia la sua carriera artistica all'età di dieci anni, cantando in una band dal nome "Lokteus children choir". A tredici anni vince il suo primo premio musicale in Italia, nella trasmissione Bravo Bravissimo condotta da Mike Bongiorno, a cui ne seguiranno altri, ed entrerà in un gruppo musicale importante, il Neposedy, insieme al cugino Vlad Topalov. 
All'età di ventun anni si diploma come attore professionista  nella famosa scuola del Teatro d'Arte di Mosca dopo aver recitato nella parte di Romeo al Teatro Puškin nello spettacolo Romeo e Giulietta del 2002. Nel 2003 è attore nel dramma Alëša Karamazov. Nello stesso anno vince il premio teatrale "Seagull" come miglior attore per la scena d'amore di Romeo e Giulietta in un'importante manifestazione ed è elencato tra i dieci giovani attori di maggior successo a Mosca.

### Smash!!
Nel 2000 forma insieme al cugino Vlad Topalov un duo pop dal nome Smash!!, che viene messo sotto contratto dalla Universal Music Russia. Con il brano Should Have Loved You More conquistano nel 2002 il podio del concorso New Wave a Jūrmala. Il loro primo singolo ufficiale esce a ottobre dello stesso anno e si intitola Belle, che stazionerà per sei mesi nelle classifiche del canale musicale MTV Russia.
Dopo la pubblicazione di due album in studio, numerosi premi musicali vinti in Russia e diversi dischi d'oro e di platino, a fine 2004 Lazarev decide di abbandonare la formazione per intraprendere la carriera da solista. L'anno seguente Topalov, ancora con il nome del duo, pubblica il terzo e ultimo album del duo per rispettare gli accordi presi con la casa discografica.

### La carriera da solista
Nel dicembre del 2005 Lazarev pubblica il suo primo album da solista dal titolo Don't Be Fake per l'etichetta Style Record. L'album è stato registrato a Londra e comprende 12 brani, tra cui otto scritti con il produttore Brian Rowling (Céline Dion, Enrique Iglesias, Craig David, Britney Spears). I primi due singoli Eye of the Storm e Lost Without Your Love vengono rilasciati. L'album viene pubblicato anche in Ucraina e Polonia. Ma il successo arriva con il terzo singolo Just Because You Walk Away che rimane in classifica per oltre sei mesi e si piazza al 2º posto dei singoli più venduti in Russia nel 2006. Il quarto singolo Fake viene pubblicato ed il remix dello stesso viene destinato al mercato inglese. Contemporaneamente vince il premio al Miglior cantante maschile agli MTV Russia Music Awards (RMA).
Nel 2007 pubblica il suo secondo album TV Show, ma prima viene pubblicato il primo singolo promozionale in lingua russa dal titolo Vspominay e successivamente la versione in lingua inglese Everytime con entrambi lo stesso videoclip. Il secondo singolo estratto dall'album è una cover del cantante britannico Johnny Hates Jazz, dal titolo Shattered Dreams. Il videoclip viene girato a Toronto. Questo è per Sergey il primo singolo veramente internazionale, perché pubblicato anche in Gran Bretagna in formato digitale. Escono anche il secondo e il terzo singolo dai titoli TV Or Radio e Girlfriend.
Nel 2008 partecipa alla selezione nazionale russa per l'Eurovision Song Contest 2008 con la canzone Flyer arrivando al 4º posto, e vince il premio al Miglior artista dell'anno agli MTV Russia Music Awards. Intanto pubblica il quinto singolo in lingua russa Začem prisymali ljubov'  e anche in lingua inglese con il titolo Almost Sorry.
Partecipa anche nelle parti canore del protagonista "Troy Bolton" nelle tre serie del famoso musical High School Musical.
Nel 2009 esce, in collaborazione con Sergey Timati, il brano Lazerboy, singolo d'apertura del suo terzo album dal titolo Electric Touch, pubblicato il 31 marzo 2010 e dal quale vengono estratti numerosi altri singoli, tra cui in aprile il brano Stereo, in agosto il singolo in lingua russa Najdi menja, e nel febbraio 2010 Alarm. Nel 2012 Lazarev rilascia un nuovo brano in inglese, Take It Off e sempre in quell'anno esce il suo quarto album in studio, Lazarev.. 
Dopo altri due album in studio, V epicentre e The One, pubblicati tra il 2017 e il 2018, nel 2019 il cantante pubblica il suo settimo album in studio, intitolato Eto ja, anno in cui esce anche l'EP Ja ne bojus'. Un successivo EP, dal titolo 8, esce il 26 novembre 2021.
Il 27 ottobre 2023 Lazarev pubblica l'ottavo album di inediti, Ja videl svet. 

#### Le partecipazioni all'Eurovision Song Contest
Il 10 dicembre 2015 viene annunciato che Lazarev è stato scelto per rappresentare la Russia all'Eurovision Song Contest 2016, ove classifandosi primo nella semifinale ha avuto la possibilità di partecipare alla serata finale piazzandosi al terzo posto con il brano You Are the Only One.
Giovedì 7 febbraio 2019 viene annunciata la sua partecipazione all'Eurovision Song Contest 2019 a Tel Aviv con il brano Scream. Dopo essersi qualificato dalla seconda semifinale del 16 maggio, si è esibito per quinto nella finale del 18 maggio successivo. Qui si è qualificato al 3º posto su 26 partecipanti con 370 punti totalizzati, di cui 244 dal televoto e 126 dalle giurie. È risultato il quarto più televotato, e il più popolare fra il pubblico di Albania, Armenia, Azerbaigian, Bielorussia, Estonia, Israele, Lettonia, Lituania, Moldavia, Repubblica Ceca e San Marino, nonché il più votato dalla giuria dell'Azerbaigian.

## Vita privata
Dal 2008 al 2012 ha frequentato la conduttrice televisiva russa Lera Kudrjavceva. Nel 2017 ha rivelato di avere un figlio, Nikita, nato nel 2014 e nel 2019 ha poi svelato di avere un'altra figlia, Anja, nata l'anno precedente. Entrambi i figli sono nati tramite maternità surrogata.

## Discografia

### Album in studio
- 2005 – Don't Be Fake
- 2007 – TV Show
- 2010 – Electric touch
- 2012 – Lazarev
- 2017 – V ėpicentre
- 2018 – The One
- 2019 – Ėto ja
- 2023 – Ja videl svet
- 2025 – Sčastlivye tože plačut
- 2025 – My i est' ljubov'

### EP
- 2019 – Ja ne bojus'
- 2021 – 8

### Mixtape
- 2014 – P'janaja pesnja/Stumblin' (Remixes)
- 2017 – Ideal'nyj mir (Remixes)
- 2018 – Stand By Me (Remixes) (con DJ Miller)

### Raccolte
- 2015 – The Best

### Singoli
- 2005 – Eye of the Storm
- 2005 – Lost Without Your Love
- 2006 – Just Because You Walk Away/Daže esli ty ujdeš'
- 2006 – Fake
- 2006 – Everytime/Vspominaj
- 2007 – Shattered Dreams
- 2007 – TV or Radio
- 2007 – Girlfriend
- 2008 – Naš zvëzdnyj čas
- 2008 – Začem prisumali ljubov'/Almost Sorry
- 2008 – Lazerboy
- 2009 – Stereo
- 2009 – Najdi meija/Find Me
- 2010 – Alarm
- 2010 – Feelin' High
- 2010 – HeartBeat
- 2011 – Electric Touch
- 2011 – Istantly
- 2011 – Heartbeat/Bienie serdca
- 2011 – Electric Touch
- 2012 – Take It Off
- 2012 – Nereal'naja ljubov'
- 2013 – Slëzy v moëm serdce
- 2013 – Stumblin
- 2013 – V moëm serdce
- 2014 – 7 Wonders/7 cifr
- 2015 – Eto vsë ona/In My Lonely Life
- 2015 – Vesna
- 2015 – Ech, luk-lučok
- 2016 – You Are the Only One
- 2016 – Pust' ves' mir podoždët
- 2016 – Čem izmerit' Soči
- 2016 – Breaking Away
- 2016 – Ideal'nyj mir
- 2017 – Laki Strèndžer/Lucky Stranger
- 2017 – Sdavajsja
- 2017 – Šëpotom
- 2017 – Tak krasivo
- 2017 – Vdrebezki
- 2017 – Novyj god
- 2018 – Cholodnyj nojabr'
- 2018 – P'janym, čem obmanutym
- 2019 – Scream
- 2019 – Lovi/Catch
- 2019 – Ja ne bojus'/I'm Not Afraid
- 2019 – Bonnie & Clyde
- 2019 – Sneg v okeane
- 2020 – Poslednij den' pompei
- 2020 – Labirint/'Maze
- 2020 – Ja ne mogu molčat'
- 2020 – Neodinočki
- 2021 – Aromatom
- 2022 – Tancuj
- 2022 – Tretij
- 2023 – Ne pytajsja povtorit'
- 2023 – Vkus maliny
- 2023 – Alyj zakat
- 2023 – Zagadaj ljubov'
- 2024 – Samoobman
- 2024 – Olimpiada-80 (con i Therr Maitz)
- 2025 – Esli by ja mog...

### Collaborazioni
- 2012 – Moscow to California (con Timati e DJ M.E.G.)
- 2013 – Cure the Thunder (con T-Pain)
- 2017 – Prosti menja (con Dima Bilan)
- 2018 – Grustnye ljudi (con Diana Arbenina)
- 2020 – Back in Time (con DJ Ivan Martin)
- 2021 – Ne otpuskaj (con Ani Lorak)
- 2021 – Novyj god (con Vlad Topalov)

## Riconoscimenti
- MTV Russia Music Awards
  - 2004 – Miglior progetto pop (come Smash!!)
  - 2006 – Miglior artista
  - 2008 – Artista dell'anno

- Premija BraVo
  - 2018 – Cantante dell'anno

- Premija Daj Pjat'
  - 2018 – Cantante favorito

- Premija Music Box
  - 2015 – Cantante dell'anno
  - 2017 – Miglior cantante
  - 2017 – Video dell'anno per Lucky Stranger
  - 2017 – Premio speciale al Maggior numero di votazioni dall'estero

- Premija Muz-TV
  - 2006 – Svolta dell'anno
  - 2009 – Miglior artista
  - 2011 – Miglior album per Electric Touch
  - 2014 – Miglior concerto
  - 2015 – Miglior video di artista maschile per 7 cifr
  - 2016 – Artista dell'anno
  - 2016 – Svolta dell'anno
  - 2017 – Miglior canzone per You Are the Only One
  - 2018 – Miglior album per V ėpicentre
  - 2019 – Miglior album per The One
  - 2019 – Premio speciale al Miglior contributo alla promozione della musica nazionale sulla scena internazionale

- Premija RU.TV
  - 2015 – Miglior artista maschile
  - 2016 – Miglior artista maschile
  - 2018 – Miglior artista maschile
  - 2019 – Miglior video per Sdavajsja
  - 2021 – Miglior fanclub
  - 2023 – Sezione «Voice»
  - 2023 – Miglior concerto solista

- Rossijskaja nacional'naja muzykal'naja premija Viktorija
  - 2015 – Miglior artista di musica popolare
  - 2017 – Miglior video per Tak krasivo

- Zolotoj grammofon
  - 2003 – Grammofono d'oro per Molitva (come Smash!!)
  - 2006 – Grammofono d'oro per Daže esli ty ujdëš'
  - 2014 – Grammofono d'oro per V samoe serdce
  - 2016 – Grammofono d'oro per Pust' ves' mir podoždët (versione russa di You Are the Only One)
  - 2018 – Grammofono d'oro per Tak krasivo
  - 2019 – Grammofono d'oro per Šëpotom
  - 2020 – Grammofono d'oro per Ja ne bojus'
  - 2021 – Grammofono d'oro per Ja ne mogu molčat'
  - 2022 – Grammofono d'oro per Tancuj
  - 2023 – Grammofono d'oro per Tretij
  - 2024 – Grammofono d'oro per Vkus maliny
  - 2024 – Grammofono d'oro per Alyj zakat

- Žara Music Awards
  - 2018 – Miglior cantante
  - 2019 – Miglior cantante
  - 2020 – Miglior album per Ja ne bojus'
  - 2022 – Miglior tour di concerti per N-tour
  - 2023 – Star di Avtoradio

Altri riconoscimenti
- 1995 – Vincitore del concorso di canto per bambini Zolotoj ključik (RTR canale TV)
- 1996 – Vincitore del programma Bravo Bravissimo
- 1997 – Vincitore del concorso Utrennjaja zvezda